# Mikel Astarloza
Mikel Astarloza Chaurreau (Saint-Sébastien, 17 de novembro de 1979) é um ciclista basco.